# قرار مجلس الأمن التابع للأمم المتحدة رقم 1786
قرار مجلس الأمن التابع للأمم المتحدة رقم 1786، المتخذ بالإجماع في 28 نوفمبر 2007.

## القرار
قرر مجلس الأمن تعيين سيرج براميرتز، الرئيس السابق للتحقيق الدولي في اغتيال رئيس الوزراء اللبناني السابق، مدعيًا عامًا للمحكمة الدولية ليوغوسلافيا السابقة، اعتبارًا من 1 يناير 2008.
قال المجلس إن فترة السيد براميرتز انتهت بشكل مبكر تبعا لاستكمال عمل المحكمة، مشيرا إلى أن القرار 1503 (2003) قد طلب من المحكمة اتخاذ كل ما هو ممكن لاستكمال جميع أنشطة المحاكمة الابتدائية بحلول نهاية عام 2008، وإنهاء جميع أعمالها خلال عام 2010.
شغل السيد براميرتز، المدعي العام البلجيكي السابق، منصب نائب المدعي العام في المحكمة الجنائية الدولية، قبل أن يصبح مفوضًا للجنة التحقيق الدولية المستقلة التابعة للأمم المتحدة في تفجير عام 2005 الذي قتل رئيس الوزراء اللبناني السابق رفيق الحريري.
في المحكمة، حل محل كارلا ديل بونتي، التي أبلغت الأمين العام بان كي مون في وقت سابق من هذا العام بأنها لا ترغب في أن يتم النظر في تمديدها لفترة أخرى كمدعية عامة، وفقًا لرسالة بتاريخ 12 نوفمبر من السيد بان إلى المجلس التي قدمت ترشيح السيد براميرتز لهذا المنصب.

## روابط خارجية
- نص القرار في undocs.org